# Ötödik sebesség (Bergendy-album)
Az Ötödik sebesség a Bergendy-együttes 1974-ben megjelent nagylemeze, melyet a Pepita adott ki. Katalógusszáma: SLPX 17477. 1996-ban és 2009-ben CD-n is megjelent. A felvételeket a Magyar Rádió készítette. Ez volt a Bergendy együttes utolsó albuma, amelyen közreműködött Latzin Norbert. Bergendy István visszaemlékezéseiben említi, hogy Latzin ekkorra már nem tett eleget hangszerelői feladatainak, így a lemez dalait nagyrészt Bergendy hangszerelte.

## Az album dalai

### A oldal
1. Ötödik sebesség
2. Szakítsd szét
3. Szeress úgy, ahogyan szeretnéd
4. Az ördög barátja nem leszek
5. A 34-es kilométerkőnél
6. Még egy bánatos dal

### B oldal
1. Szellemvasút
2. Győzz meg engem
3. Mondhatom, kár
4. Tüskék
5. Léggömb
6. Soha, soha nem múlhat el

## Közreműködők
- Bergendy István (alt és baritonszaxofon, klarinét, vokál)
- Bergendy Péter (tenorszaxofon, fuvola, piccolo, vokál)
- Hajdú Sándor (trombita, pozaun, szárnykürt, vokál)
- Oroszlán György (gitár, akusztikus gitár, vokál)
- Latzin Norbert (zongora, Hammond-orgona, szintetizátor, vibraharp)
- Debreczeni Csaba (dob, konga, ütőhangszerek)
- Demjén Ferenc (basszusgitár, ének)
- Sárosi Tamás és Zsoldos Mária (vokál), B/5
- A Magyar Rádió és Televízió Szimfonikus Zenekarának vonósegyüttese és Tomsits Rudolf (szárnykürt) B/6

- Zenei rendező: Bágya András
- Hangmérnök: Sárosi Tamás
- Vágó: Zsoldos Mária
- Fotó: Dozvald János
- Tasakterv: Sajnosvits Sándor